# Acacia rorudiana
Acacia rorudiana là một loài thực vật có hoa trong họ Đậu. Loài này được Christoph. miêu tả khoa học đầu tiên.